# 科罗萨尔 (洛斯桑托斯省)
科罗萨尔是巴拿马洛斯桑托斯省马卡拉卡斯区的一个城市，2010年是人口为625。 该市2000年时人口为591，1990年时人口为569。